# Domitianus
Domitianus, eg. Titus Flavius Domitianus, som kejsare Imperator Caesar Domitianus Augustus Germanicus, född 24 oktober 51 i Rom, död 18 september 96 i kejsarpalatset i Rom (mördad), var romersk kejsare från 14 september 81 till sin död. Han var son till Vespasianus och Flavia Domitilla den äldre samt bror till Titus. Han gifte sig med Domitia Longina och fick en son som dog som barn.
Den bild man får av Domitianus i de historiska källorna är till överväldigande del negativ. Dels på grund av att han var den siste kejsaren i en dynasti (hans efterträdare brydde sig inte om vårda minnet av honom) och dels på grund av att han struntade i de formaliteter som omgav senaten (vilka syftade till att skapa en bild av att kejsaren styrde i samråd med den).

## Livet som kejsarens son
Domitianus fick inte samma hovutbildning som sin storebror Titus. Efter att Vespasianus utropat sig till kejsare utnämndes han till en av rikets främsta företrädare. Men därefter gavs han inga maktbefogenheter av sin far eller bror, däremot en mängd hederstitlar. Han hade en kylig relation till sin bror och när den barnlöse Titus blev allvarligt sjuk handlade Domitianus snabbt. Han skyndade sig till praetoriangardets läger utanför Rom och blev utropad till kejsare av soldaterna. Dagen efter, den 14 september blev han formellt godkänd av senaten.

## Domitianus som kejsare
Domitianus var en skicklig administratör och gick mycket hårt fram mot korruptionen i romarriket. Han riktade även uppfostrande insatser mot romarna, som att bestraffa sexuell lössläppthet i de högre stånden. Som en del av sin moralpolitik antog han titeln evig censor (censor perpetuus). Då det var vanligt bland överklassen att ha eunucker som sexslavar förbjöd han kastrering inom romarrrikets gränser. Samtidigt hade han själv ett sexuellt förhållande med eunucken Earinus, som hyllades av hovdiktarna Martialis och Statius.
Domitianus blev snabbt känd för att gå hårt fram i rätts- och moralfrågor. Då den nye kejsaren såg senatens funktion som en tom formalitet blev han snabbt illa omtyckt av dess ledamöter. Dessutom började Roms maktcentrum alltmer förflyttas från senaten till det kejserliga hovet och alltfler icke-romare fick politiskt inflytande. I en grupp var han mycket populär: soldaterna. Domitianus höjde deras lön från 300 till 400 sestertier.
Domitianus gav sig ut på två krigståg. Det ena var mot Chatti, ett germanfolk bortom Rhenfronten, det andra var mot dakerna som hade tagit sig in i riket och dödat en romersk guvernör. Inget av dem ledde till nya erövringar.
Som kejsare blev Domitianus alltmer misstänksam. År 87 avslöjades en konspiration mot honom bland en grupp senatorer och år 89 inleddes en misslyckad revolt av Germania Superiors guvernör Lucius Antoninus Saturninus. Mot slutet av år 93 ledde Domitianus misstänksamhet till ett utbrott mot senatorer, riddare och administratörer som ledde till avrättningar och landsförvisningar. Domitianus härjningar gjorde honom alltmer impopulär. År 96 knivmördades han av sina tjänare i sitt hem. Han sörjdes av armén men senaten var nöjd med att skräckväldet var över och att nästa kejsare skulle bli senatorn Nerva. Senaten lät efter Domitianus död omstörta hans bildstoder och förklara alla hans regeringshandlingar för ogiltiga.